# Tachytrechus luteicoxa
Tachytrechus luteicoxa är en tvåvingeart som beskrevs av Octave Parent 1929. Tachytrechus luteicoxa ingår i släktet Tachytrechus och familjen styltflugor.
Artens utbredningsområde är Elfenbenskusten. Inga underarter finns listade i Catalogue of Life.